# Kristof Goddaert
Kristof Goddaert, né le 21 novembre 1986 à Saint-Nicolas en Flandre-Orientale, et mort le 18 février 2014, est un coureur cycliste belge, professionnel entre 2008 et 2014. Il meurt lors d'un entraînement après avoir été percuté par un autobus à Anvers à la suite d'une chute.

## Biographie
Kristof Goddaert naît le 21 novembre 1986 à Saint-Nicolas, en Flandre-Orientale, en Belgique.
Membre de Davitamon-Win For Life-Jong Vlaanderen en 2007, il entre dans l'équipe Topsport Vlaanderen en 2008. De 2010 à 2012, il est membre de l'équipe AG2R La Mondiale. Il est finalement recruté par l'équipe IAM dont la première saison a lieu en 2013.
Le 18 février 2014, alors qu'il s'entraîne, il chute vers 14 h 10 sur la Straatsburgdok à Anvers, et se fait écraser par un bus qui le suivait. Il aurait été « poignardé » par sa roue avant et est mort sur le coup,.

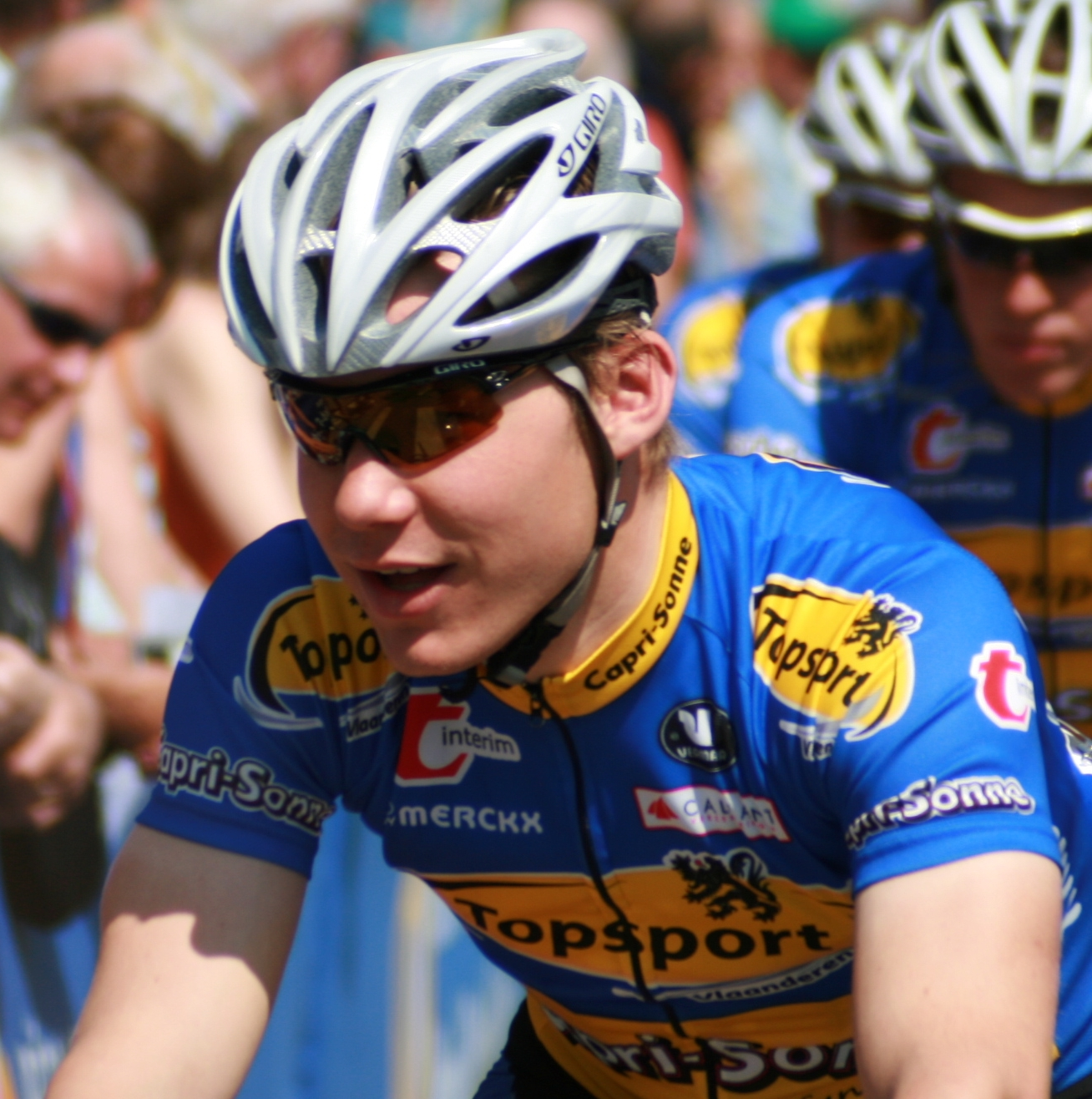
Kristof Goddaert lors des Quatre Jours de Dunkerque 2008.
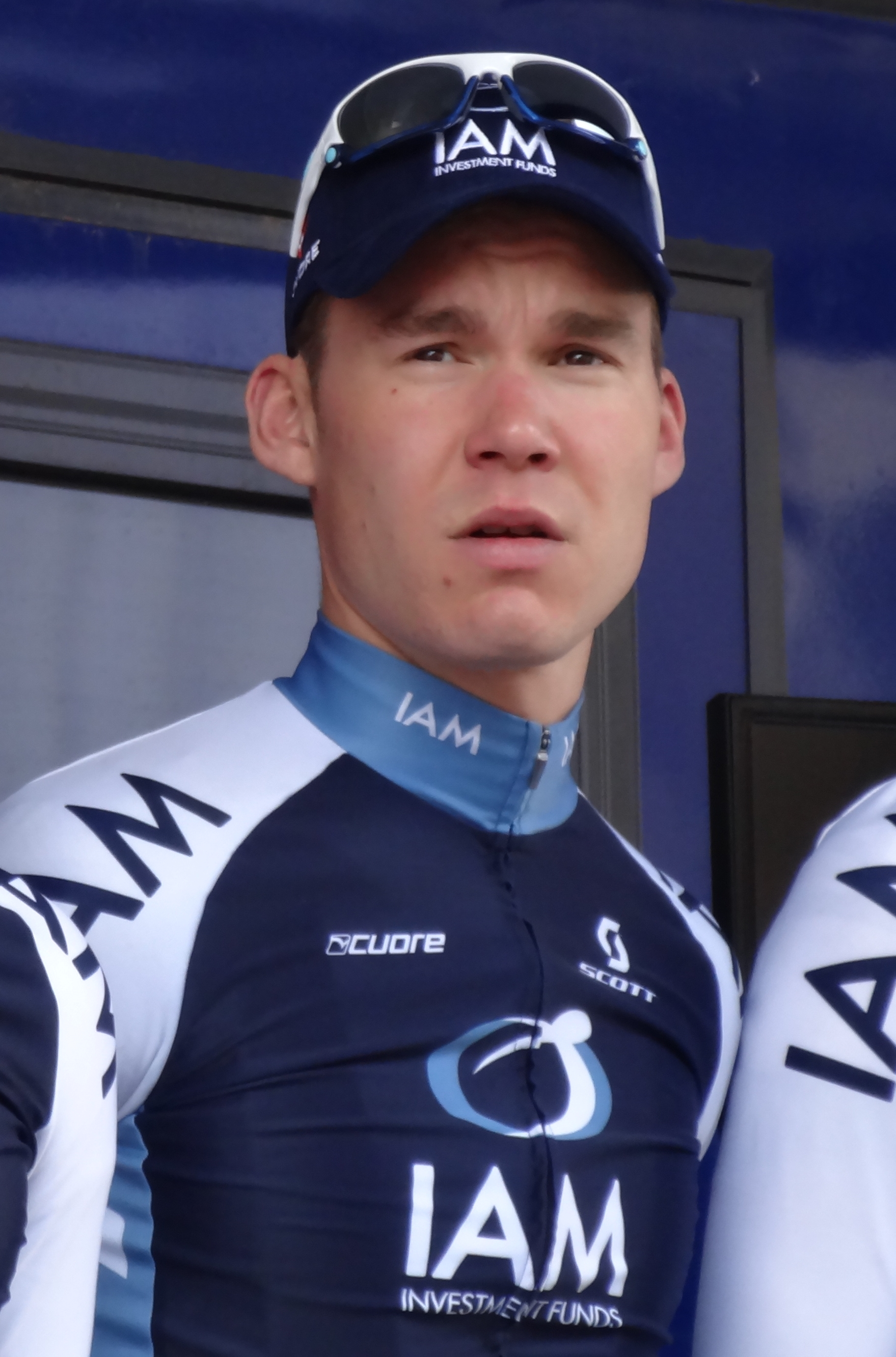
Kristof Goddaert lors du départ de la 1re étape des Quatre Jours de Dunkerque 2013 à Dunkerque.
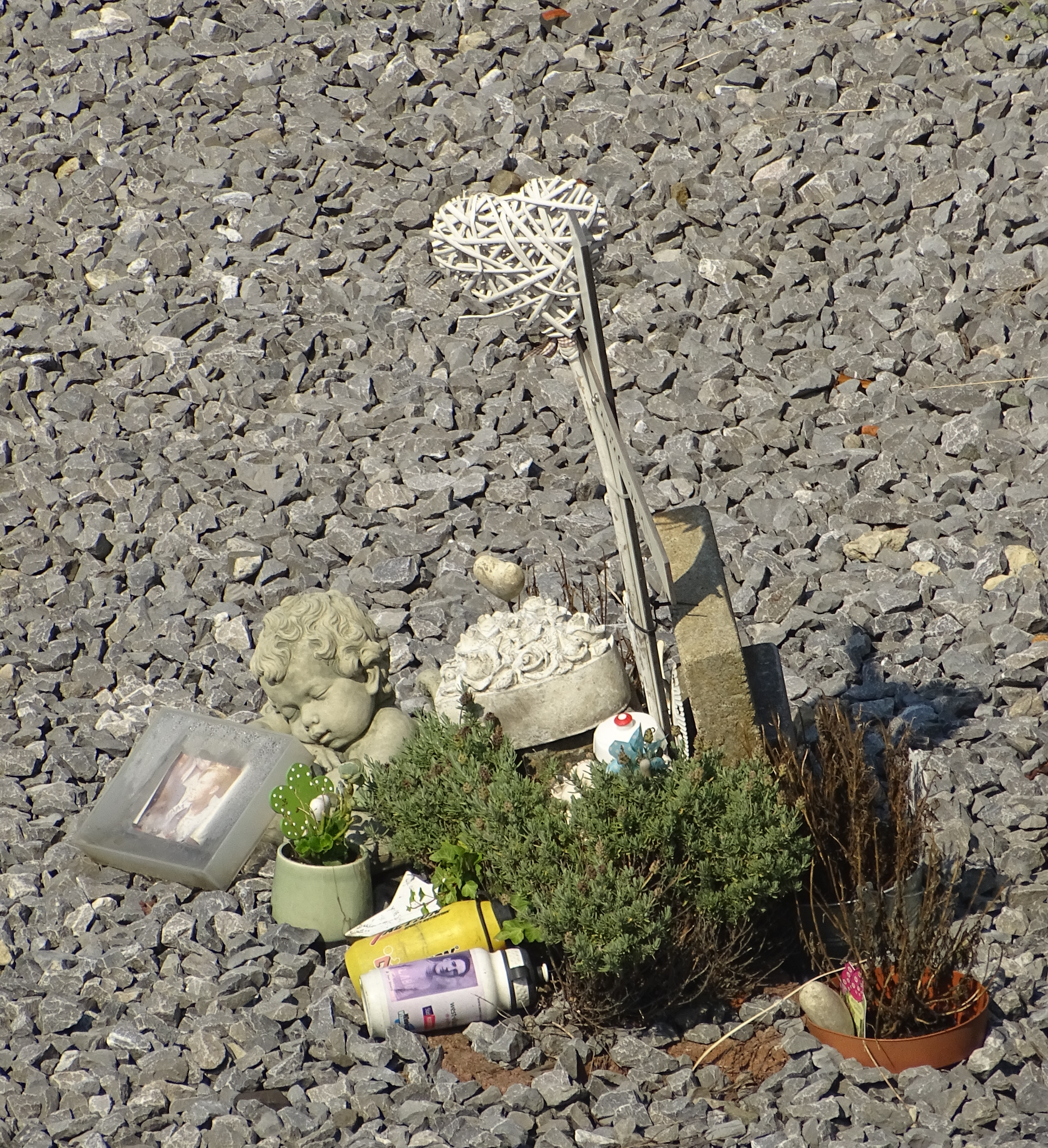
Petit mémorial.

## Palmarès et classements mondiaux

### Palmarès
- 2004
  - 4e étape de l'Acht van Bladel (contre-la-montre)
  - 3e du Circuit Het Volk juniors
- 2006
  - Hasselt-Spa-Hasselt
  - 3e du championnat de Belgique du contre-la-montre espoirs
- 2007
  - 3e étape du Tour d'Anvers
  - 3e du championnat de Belgique du contre-la-montre espoirs
  - 3e du Prix national de clôture
- 2008 
  - 2e du Tour de Vendée
- 2009
  - 3e du championnat de Belgique sur route
  - 3e de Paris-Bruxelles
  - 3e du Grote Prijs Dr. Eugeen Roggeman
- 2010
  - 3e étape du Tour de Wallonie
- 2011
  - 8e de Gand-Wevelgem
- 2012
  - 2e du championnat de Belgique sur route

### Classements mondiaux
| Année                  | 2006  | 2007 | 2008 | 2009 | 2010 | 2011 | 2012 | 2013 |
| ---------------------- | ----- | ---- | ---- | ---- | ---- | ---- | ---- | ---- |
| Calendrier mondial UCI |       |      |      | 260e |      |      |      |      |
| UCI World Tour         |       |      |      |      |      | 147e | nc   |      |
| UCI Asia Tour          |       |      |      |      |      |      |      | 347e |
| UCI Europe Tour        | 1332e | 271e | 64e  | 71e  |      |      |      | 881e |